# Zele
Zele là một đô thị ở tỉnh Oost-Vlaanderen. Đô thị này chỉ bao gồm thị xã Zele proper. Tại thời điểm ngày 1 tháng 1 năm  2011 Zele có tổng dân số 20.763 người. Tổng diện tích là 33,06 km² với mật độ dân số là 628 người trên mỗi km².

## Dân địa phương nổi tiếng
- Pierre de Decker, cựu Thủ tướng Bỉ (1855-1857)
- Caroline Maes, cầu thủ tennis
- Christophe Impens, vận động viên điền kinh
- Filip De Wilde, cầu thủ bóng đá